# Lotty Ipinza
Lotty Ipinza   (Valencia, 9 d'abril de 1953) és una poeta i cantant lírica veneçolana.

## Biografia
Lotty Ipinza va estudiar música a l'Escola de Música Juan José Landaeta (a Caracas), al Conservatori Nacional de la Universitat Nacional (a Bogotà), al Conservatori Txaikovski (a Moscou) i al Conservatori Santa Cecília (a Roma). A París va freqüentar l'IRCAM. Va estudiar de manera autodidacta Filosofia i Literatura.
Va inaugurar el Teatre Teresa Carreño de Caracas amb l'òpera Aída, de Verdi. Ha realitzat concerts i recitals a Europa i Amèrica. Ha cantat òpera, oratoris, lied, cançons llatinoamericanes i música contemporània, especialment de Kurt Weill. Dirigeix la seva escola de cant amb conceptes multidisciplinaris i d'avantguarda.
Posseeix una veu de soprano dramàtica-spinto de color fosc, dens i brillant, de squillo generós. La seva interpretació és captivadora, desafiant, generosa i desbordant.
El 1990 va fundar junt amb la soprano veneçolana Fedora Alemán a Caracas el Taller de Tècnica Vocal Fedora Alemán, inicialment dirigit a aspirants a cantants lírics, d'escassos recursos econòmics i actualment per estimular la participació d'aquells joves atrets pel cant de la qual és actualment gerent.
Ha publicat aforismes a la revista Imagen, poesia en el Papel Literario del diari El Nacional, i va participar en el Primer Festival Mundial de la Poesia 2004 i en el VIII Festival Mundial de Poesia 2011 a Caracas. També ha participat en recitals poètics.

## Discografia
- 1993: El tambor de Damasco (òpera) de Juan Carlos Núñez.
- 2001: Canciones de cabaret, de Kurt Weill (pianista: Carlos Duarte).
- Arias de ópera y oratorios.
- Música contemporánea.

## Obres poètiques
- Alteraciones (aforismes). Caracas: Paracelso, 1992.
- Vastas sombras / Diálogo nocturno (poesia). Caracas: Monte Ávila Editores Latinoamericana, 2004.
- Doble tuerca (poesia), inèdita.